# Маямський ураган 1926 року
Маямський ураган 1926 року (англ. 1926 Miami Hurricane) або Великий маямський ураган (англ. Great Miami Hurricane) — ураган 4 категорії за шкалою Саффіра-Сімпсона, що у вересні 1926 року зруйнував Маямі, Флорида. Шторм також завдав значних руйнувань й в інших районах Флориди, штаті Алабама та на Багамських островах. Шторм здійснив величезний ефект на економіку регіону, що припинив земельний бум 1920-тих років у Флориді та першим скинув цей штат у Велику депресію.
| Погода | Це незавершена стаття з метеорології. Ви можете допомогти проєкту, виправивши або дописавши її. |